# Погребище (Невельский район)
Погребище — деревня в Невельском районе Псковской области России. Входит в состав Плисской волости.

## География
Расположена к северо-западу от озера Усвоя, в 16 км к западу от райцентра, города Невель, и в 5 км к востоку от деревни Ловец.

## Население
| 2001 | 2002 | 2010 |
| ---- | ---- | ---- |
| 35   | ↘33  | ↘24  |

Численность населения деревни по оценке на начало 2001 года составляла 35 человек.

## История
С января 1995 до декабря 2005 года деревня входила в состав ныне упразднённой Ловецкой волости.